# Електричество
Електричество е обобщаващо наименование за явленията, които са резултат от движението или натрупването на електрически заряди. Сред тях има лесно разпознаваеми явления, като светкавиците и статичното електричество, както и по-трудни за наблюдение, като електромагнитното поле и електромагнитната индукция.
В ежедневието с думата „електричество“ се описват множество разнородни явления, за които във физиката се използват няколко термина с по-прецизни дефиниции:
- Електрически заряд – свойство на някои субатомни частици, което определя техните електрически взаимодействия. Електрически заредената материя поражда електрично поле и се влияе от него.
- Електрически ток – насочено движение или поток от електрически заредени частици.
- Електрическо поле – въздействието, оказвано от даден електрически заряд върху електрическите заряди, поставени в близост до него.
- Електрически потенциал – способността на електрическото поле да извършва работа върху електрически заряди, поставени в дадени точки от полето. Тяхната съвкупност образува повърхност с определен електрически потенциал. Наличието на разлика в потенциалите се нарича електрическо напрежение.
- Електромагнетизъм – едно от фундаменталните взаимодействия във физиката.

Въпреки че някои електрически явления са известни още от древността, значим научен напредък в тази област е постигнат чак през 17 – 18 век. Дълго време практическото приложение на електричеството остава ограничено. Едва в края на 19 век се създават първите електрически технологии, намерили приложение в промишлеността и бита, като през следващите десетилетия бързото развитие в тази област довежда от цялостна промяна на стопанския и обществения живот. Със своята изключителна гъвкавост като източник на енергия електричеството се използва за почти неограничен кръг от цели – в транспорта, отоплението, осветлението, телекомуникациите, изчислителната техника. Електроенергията е гръбнакът на съвременното индустриално общество и се очаква това да остане така в обозримо бъдеще.

## Основни понятия

### Електрически заряд
Електрическият заряд е основно присъщо свойство на някои субатомните частици (например електрон и протон) и се проявява, когато те взаимодействат с електромагнитни полета, водейки до появата на електромагнитни сили на привличане и отблъскване. Електрическият заряд е константна величина – нетният заряд на изолирана система остава постоянен, независимо от промените, настъпващи вътре в системата. В рамките на системата зарядът може да се пренася между телата или чрез пряк контакт, или преместване по провеждаща материална среда.
Електрическият заряд поражда едно от фундаменталните взаимодействия в природата и притежава постоянно свойство на материята, което може да се измери. В този смисъл изразът „количество електричество“ е взаимозаменяем с „електрически заряд“ и „количество заряд.“ Статичното електричество представлява наличието на ненулев общ заряд на дадено тяло, което обикновено възниква при триене между разнородни материали, в резултат на което заряд от единия се прехвърля в другия и се наелектрезират разноименно.
Наличието на електрически заряд поражда електрическа сила – зарядите упражняват сила един върху друг, явление, което е познато още от древността. Лека топка, окачена на нишка, може да бъде заредена чрез докосване със стъклена пръчка, самата тя заредена чрез натриване в плат. Ако подобна топка се зареди със същата стъклена пръчка, двете топки при доближаване се отблъскват една друга – зарядът се стреми да отдалечи двете топки една от друга. Същият ефект се наблюдава и ако двете топки се заредят с кехлибарена пръчка. В същото време, ако едната топка е заредена със стъклена, а другата – с кехлибарена пръчка, те започват да се привличат. Тези явления са изследвани в края на 18 век от Шарл дьо Кулон. Зарядът може да се измерва по различни начини, като един ранен уред, използван за тази цел, е електроскопът със златно фолио, който и днес се използва за демонстрации, но е изместен в лабораторната практика от електронните електрометри.
Поражданата от заряда сила действа и на самите заредени частици, поради което зарядът има склонност да се разпространява възможно най-равномерно върху електропроводяща повърхност. Размерът на привличащата или отблъскваща електромагнитна сила се описва със закона на Кулон, според който тя е пропорционална на произведението на двата взаимодействащи заряда и обратнопропорционална на квадрата на разстоянието между тях. Сред фундаменталните сили електромагнитната сила е по-слаба само от силното ядрено взаимодействие, но за разлика от него тя оказва влияние и при по-големи разстояния между взаимодействащите обекти. Сравнена с много по-слабата гравитационна сила, електромагнитната сила, отблъскваща два електрона един от друг, е 1042 пъти по-голяма от привличащата ги гравитация.
Зарядът на електроните и протоните е с противоположен знак, съответно количеството заряд може да има положителни и отрицателни стойности. Прието е зарядът на електроните да се означава като отрицателен, а този на протоните – като положителен, като тази конвенция води началото си от работите на Бенджамин Франклин през 18 век. В Международната система единици SI зарядът се измерва в кулони, като всички електрони имат еднакъв заряд, приблизително равен на −1,6022×10−19 C. Зарядът на протоните е равен и противоположен на този на електроните: +1,6022×10−19 C. Електрическият заряд е свойство не само на материята, но и на антиматерията, като всяка античастица има равен и противоположен заряд на този на съответната си частица.

### Електрически ток
Електрически ток се нарича насоченото движение на електрически заряди, а неговата интензивност се измерва в ампери. То може да се състои от произволни движещи се заредени частици, като в най-честия случай, при металните проводници, това са електрони. Друг обичаен пример е електролизата, при която йони се движат в течности. Прието е за положителен да се приема токът, чиято посока съвпада с тази на движението на положителните заряди, т.е. протичащият от положително заредената към отрицателно заредената част на дадена електрическа схема. Тази посока се нарича още техническа. В масовия случай, когато токът представлява движение на отрицателно заредени електрони, положителната му посока е обратна на посоката на движение на самите електрони. Конвенцията се запазва и в по-сложни системи, в които токът се състои от различни заредени частици, включително такива с противоположен заряд. Конвенцията „от плюс към минус“ се използва именно за опростяване на тази сложна ситуация и за улеснение. Ако се използва друга дефиниция, както е в случая с „електронен ток“, това трябва да се посочи изрично.
Процесът на протичане на електрическия ток може да има различен характер в зависимост от вида на заредените частици и на материала, през който те преминават. Токът в металите се осъществява от електрони, намиращи се в зоната на проводимостта (непосредствено над валентната зона при металите) и формиращи т.нар. електронен газ, около атомите в кристалната решетка на метала. С увеличаване на броя на електроните в зоната на проводимостта се увеличава електрическата проводимост на метала. Токът в течните проводници (електролитите) се осъществява чрез йоните (атоми с електрически заряд). Протичането на електрически ток в газове води до образуването на газов разряд или плазма с много практически приложения: осветление и различни технологични процеси. Макар самите частици да се придвижват доста бавно, понякога със скорости от порядъка на части от милиметъра за секунда, задвижващото ги електрическо поле се разпространява почти със скоростта на светлината, което позволява електрическите сигнали да се предават бързо по проводниците.
Електрическият ток е причина за някои наблюдавани явления, които в миналото са основно средство за установяването на неговото наличие. През 1800 година Уилям Никълсън и Антъни Карлайл установяват, че водата може да се разлага с помощта на ток, явление, известно днес като електролиза. Техните наблюдения са значително разширени от Майкъл Фарадей през 1833 година. Протичането на ток през проводници със значително съпротивление може да предизвика значително локално нагряване – това явление е изследвано от Джеймс Джаул през 1840 година. Едно от най-важните открития, свързани с тока, е направено през 1820 година от Ханс Кристиан Оерстед, който наблюдава как протичащ през проводник ток отклонява стрелката на магнитен компас. Така той стига до извода за фундаменталната връзка между електричество и магнетизъм.
В електротехниката токът се разделя на постоянен и променлив, според начина, по който той се изменя във времето. Постоянно течащият в една посока ток се нарича постоянен ток (DC – Direct Current), а когато посоката на протичане на тока се променя периодически, обикновено като синусоидална вълна, той е променлив ток (AC – Alternating Current). Променливият ток пулсира в двете посоки в проводника, без зарядът да се премества нетно във времето. Променливият ток се влияе от електрически свойства, които не засягат постоянния ток, като индуктивност и електрически капацитет.
Зависимостта между основните физични величини, определящи протичането на ток – ток, напрежение и съпротивление – се определя от закона на Ом. Устройствата, в които се използва протичането на електричен ток и манипулирането на електрични заряди в материалите (предимно полупроводници), се наричат електронни.

### Електрическо поле
Концепцията за електрическо поле е предложена от Майкъл Фарадей. Начинът, по който действа електрическото поле, е подобен на действието на гравитационното поле върху масите. Разликата е, че докато гравитационното поле може само да привлича, електрическото поле може да привлича и да отблъсква – това зависи от вида на електрическите заряди. Големината на силата на въздействие зависи право пропорционално от големината на зарядите и обратно пропорционално от разстоянието между тях. Силата е на привличане, когато зарядите са разноименни, и на отблъскване, когато са едноименни.

### Електрически потенциал
Електрическа енергия е енергията на електрическото поле или транспортираната от електрическия ток. Енергията се дефинира като способността да се извършва работа, и електрическата енергия е просто един от типовете енергия. Примери на електрическа енергия:
- енергията, освобождаваща се в атмосферата по време на буря във формата на светкавица
- енергията, получавана в намотките на електрически генератор в някоя електростанция, и пренесена по мрежата към консуматорите, които заплащат консумираните единици енергия;
- енергията, акумулирана в един кондензатор или в една батерия, която се освобождава в електрическата верига.

Разликата в стойностите на електрическия потенциал между две точки се определя като работата, извършена за единица положителен заряд (наричан още точков заряд) за придвижването му против действието на електрическата сила между двете точки. Ако приемем едната точка за отправна, с нулев потенциал, то електрическият потенциал във всяка друга точка се определя от работата, необходима за придвижването на точков заряд от отправната точка. В случая на изолирани заряди обикновено отправната точка е безкрайност. Потенциалът се измерва във волтове. (1 волт = 1 джаул/кулон) Има сходство между електрическия потенциал и температурата: всяка точка от пространството има определена температура и градиентът на температурата определя накъде тече топлинният поток. Аналогично всяка точка от пространството има определен електрически потенциал и неговият градиент определя накъде се движат зарядите в електрическото поле.

## История на изследванията
Дълго преди появата на систематизирано познание за електричеството хората вече наблюдават някои електрически явления. В древноегипетски текст от 28 век пр.н.е. се споменава електрическа риба, която е наричана „Гръмовержеца на Нил“ и е смятана за защитник на всички останали риби. В Средиземноморието е известно също, че някои предмети, като пръчки от кехлибар, привличат други леки предмети, след като се натрият в козината на котките. В края на 7 век пр.н.е. Талес провежда поредица наблюдения на статичното електричество, от които стига до заключението, че от триенето кехлибарът се намагнетизира, за разлика от минерали като магнетита, които са магнити без да имат нужда от натриване. Според спорна хипотеза, основаваща се на т.нар. Багдадска батерия, устройство от началото на 1 хилядолетие, което наподобява галваничен елемент, още през партската епоха в Близкия изток може да са съществували познания за галванотехниката.
Електрически риби се споменават от древногръцки, римски и арабски автори. Плиний Стари и Скрибоний Ларг пишат за зашеметяващия ефект на електрическия шок, предизвикван от електрическите сомове и електрическите скатове, и им е известно, че той може да се предава на разстояние през някои предмети.
Италианският учен Джироламо Кардано засяга темата за електричеството в труда си „De Subtilitate“ (1560), като за първи път прави разлика между електрически и магнитни сили. През 1600 година англичанинът Уилям Гилбърт разширява работата на Кардано в своя труд „De Magnete“ и за пръв път използва новолатинското наименование electricus (от гръцки: ήλεκτρον, „кехлибар“) за свойството да бъдат привличани дребни предмети след натриване.
Други пионери в изследването на електричеството през 17 и началото на 18 век са Ото фон Герике, изобретил първия електростатичен генератор, Робърт Бойл, установил, че електрическото привличане и отблъскване се наблюдава и в условията на вакуум, Стивън Грей, който класифицирал материалите на проводници и изолатори, Шарл дю Фе, който открива наличието на различни положителен и отрицателен заряд. През 1745 година Евалд Георг Юрген фон Клайст (10.06.1700 – 11.12.1761) създава първия кондензатор – Лайденската стъкленица. Тя става популярна от публикацията на Питер ван Мушенбрук, отпечатана на 4 януари 1746 година. При експеримент с Лайденска стъкленица Уилям Уотсън открива, че разрядът на статично електричество е еквивалентен на протичането на електрически ток.
Също в средата на 18 век американецът Бенджамин Франклин прави поредица от експерименти с електрически явления електричеството и успява да покаже, че светкавиците имат електрически характер. Той създава и проста, но ефикасна защита срещу удар от гръм – гръмоотвода. През 1791 година Луиджи Галвани публикува своето откритие на биоелектричеството и демонстрира, че електричеството е средството, чрез което невроните предават сигнали на мускулите.
Италианецът Алесандро Волта открива, че с помощта на химическа реакция може да се създадат противоположно заредени електроди и ако към тях се съедини проводник, от тази разлика в потенциалите протича електрически ток. Създадената от него през 1800 година батерия, изградена от редуващи се пластове цинк и мед, дава на изследователите по-надежден източник на електроенергия от използваните дотогава електростатични генератори. През 1819 – 1820 година Ханс Кристиан Оерстед и Андре-Мари Ампер откриват общия характер на електрическите и магнитните явления, създавайки концепцията за електромагнетизма, година по-късно Майкъл Фарадей създава първия електрически двигател, а през 1827 година Георг Ом формулира математическите зависимости в електрическите схеми.
Макар че в началото на 19 век научните изследвания на електричеството отбелязват бърз напредък, едва в края на века те намират широко приложение в техниката, обособявайки електротехниката като самостоятелна област. Създават се компании, които изследват, развиват и усъвършенстват методите на транспортиране и използване на електричеството за битови и индустриални нужди. С усилията на инженери като Никола Тесла, Томас Едисън, Ото Блати, Аньош Йедлик, Чарлс Парсънс, Джордж Уестингхаус, Вернер фон Сименс, Александър Бел и Уилям Томсън, електричеството се превръща от научен куриоз в основен елемент на съвременния живот и в движеща сила на Втората индустриална революция.

## Приложение
Практическото използване на електричеството (наричано електроенергия) е в основата на съвременния ни живот. С производството, разпределението и измерването на консумацията на електричество се занимава индустрията енергетика.
Единицата за измерване на електрическа енергия е джаулът. Също така може да се ползват и единиците ват.секунда (Ws), ват.час (Wh), киловат.час (kWh) и др.
Единиците трябва да се изписват с точка (напр. ват.час), а не с тире (напр. ват-час). Произнасят се слято (напр. ватчас). Често в разговорния език единиците за електрическа енергия се ползват погрешно, например вместо „киловатчас“ (единица за енергия) се говори за „киловат“ (единица за мощност).
Зависимостите между тези единици са следните:
- 1 ват.секунда = 1 джаул
- 1 ват.час = 3600 ват.секунди = 3600 джаула
- 1 киловат.час = 3 600 000 ват.секунди = 3 600 000 джаула

Електроенергията, получавана чрез изгарянето на фосилни горива (въглища, нефт и природен газ), е известна като традиционна или „кафява“, и определено е вредна в екологично отношение поради отделянето на въглероден диоксид. Получената от водните централи енергия се счита за „зелена“, т.е. екологична. От втората половина на 20-век наред с използването на водната енергия се налагат и други „зелени“ начини на добиване на електричество: от вятъра, слънцето и др. Атомните електроцентрали заемат особено място в енергетиката, но използването им напоследък поражда спорове поради големите рискове, свързани с тяхната експлоатация.

### Електрически устройства
- Батерия
- Проводник
- Изолатор
- Електрическа лампа
- Електрически генератор

### Електрически явления в природата
- Твърдо тяло: в него атомите и молекулите са свързани с електрически връзки.
- Мълния: електрически разряд в атмосферата.
- Земно магнитно поле – създадено от електрически токове, протичащи в ядрото на планетата.
- Слънчевите изригвания понякога създават електрически смущения.
- Пиезоелектричество: способността на някои кристали да генерират напрежение при прилагането на механично напрежение.
- Трибоелектричество: електрически заряд, получен чрез контакт или триене между два различни материала.
- Биоелектричество – много животни са чувствителни към електрическо поле, например акулите го усещат повече от хората. Някои създават собствени електрически полета. Невроните в нервната система предават информация чрез електрически импулси.

### Електрически ефекти в индустрията за забавления
Светкавицата отдавна фигурира в човешките предания и често се използва във филмите и телевизията като фон на драматично действие. Волтови дъги или други подобни ефекти често се използват за наподобяване на магически ефекти или на работата на учени в лаборатория.